# Pavel Marinov
Pavel Marinov (nacido el 12 de junio de 1988 en Yambol, Bulgaria) más conocido como Marinov, es un jugador de baloncesto búlgaro de 1,99 metros de estatura, que juega en la posición de alero en el Palmer Alma Mediterránea de la LEB Oro. 

## Trayectoria
Marinov se formó en las categorías inferiores del Balkan Botevgrad con el que llegó a debutar en la temporada 2007-08.
En las siguientes temporadas continuaría en la  Primera División de Bulgaria, formando parte de los equipos del Tundja Yambol durante 4 temporadas y en el Lukoil Academic otras dos temporadas. 
En 2013, regresó al Balkan Botevgrad en el que jugó durante dos temporadas. En la temporada 2013-14, disputó 24 partidos con una media de 28 minutos por encuentro con 14,1 puntos, 4,3 rebotes y 3,5 asistencias.
En la temporada 2014-15, disputó 24 partidos en los que anotó una media de 16,2 puntos, capturó 4 rebotes y repartió 3,1 asistencias.
En la temporada 2015-16, Marinov firmó con el Dinamo București de la Liga Națională, en el que disputó 32 partidos, jugando una media de 29,9 minutos en los que anotó 12,7 puntos, capturó 4,5 rebotes y dio 3,5 asistencias. 
En la temporada 2016-17, firmó por el BCM U Pitesti de la Liga Națională, con el que disputó 28 partidos con una media de 31,9 minutos por encuentro y 14,1 puntos, 4,5 rebotes y 3,9 asistencias de media por encuentro. Al término de la temporada, firma por el Lille Métropole BC de la Pro B francesa, con el que disputó seis encuentros con 29,5 minutos de media por partido y 17,3 puntos, 4 rebotes y 4,3 asistencias de media por encuentro.
En la temporada 2017-18 vuelve a Rumania para jugar en el Steaua București de la Liga Națională, con el que disputa 28 partidos con unas medias de 27 minutos por encuentro con 10,4 puntos, 3,3 rebotes y 3,2 asistencias por encuentro. 
En la temporada 2018-19, regresa a Francia y firma por el Caen de la Pro B, con el que disputa 25 partidos en los que promedia 9,2 puntos 3 rebotes y 2,8 asistencias por encuentro. 
En la temporada 2019-20, regresa a Bulgaria y firma por el Beroe por dos temporadas.
En la temporada 2020-21, disputó 29 partidos en los que promedió 27,9 minutos y 9,7 puntos, 7,1 rebotes y 3,1 asistencias de media por encuentro. 
En la temporada 2021-22, firma por el ABC Athletic Constanța de la Liga Națională, con el que disputa un total de 8 partidos con una media de 19, 9 minutos por encuentro anotando 5,3 puntos, capturando 3,5 rebotes y repartiendo 2,6 asistencias.
El 11 de enero de 2022, firma por el Palmer Alma Mediterránea de la LEB Oro.